# Carreró Segon de Vilanova (Tortosa)
El carreró Segon de Vilanova és un carrer del barri de Remolins a Tortosa (Baix Ebre), inclòs a l'Inventari del Patrimoni Arquitectònic de Catalunya.

## Descripció
És un carrer secundari que comunica el carrer de Vilanova amb l'esplanada no urbanitzada vora la torre d'en Celió, anomenada actualment plaça de Menahem ben Saruq. Té una llargada d'uns 20 metres, i una amplada irregular d'1,30 m al sector més estret. Al sector que mira al carrer de Vilanova hi donen murs laterals de cases, amb petites finestres. El sector vora de l'esplanada és ample i presenta ja façanes. La majoria d'habitatges es componen de planta, pis i golfes i dissimulen l'antiguitat de les cases mitjançant l'arrebossat nou. Com a obertures, s'observen finestres petites quadrades o rectangulars. En destaca la casa núm. 3, que mostra una combinació de materials força interessant: la planta és de maçoneria i maó emblanquinat, i als pisos, maó ordinari vist. La teulada és de teula sobre canyís; tots tres elements són visibles al voladís exterior.

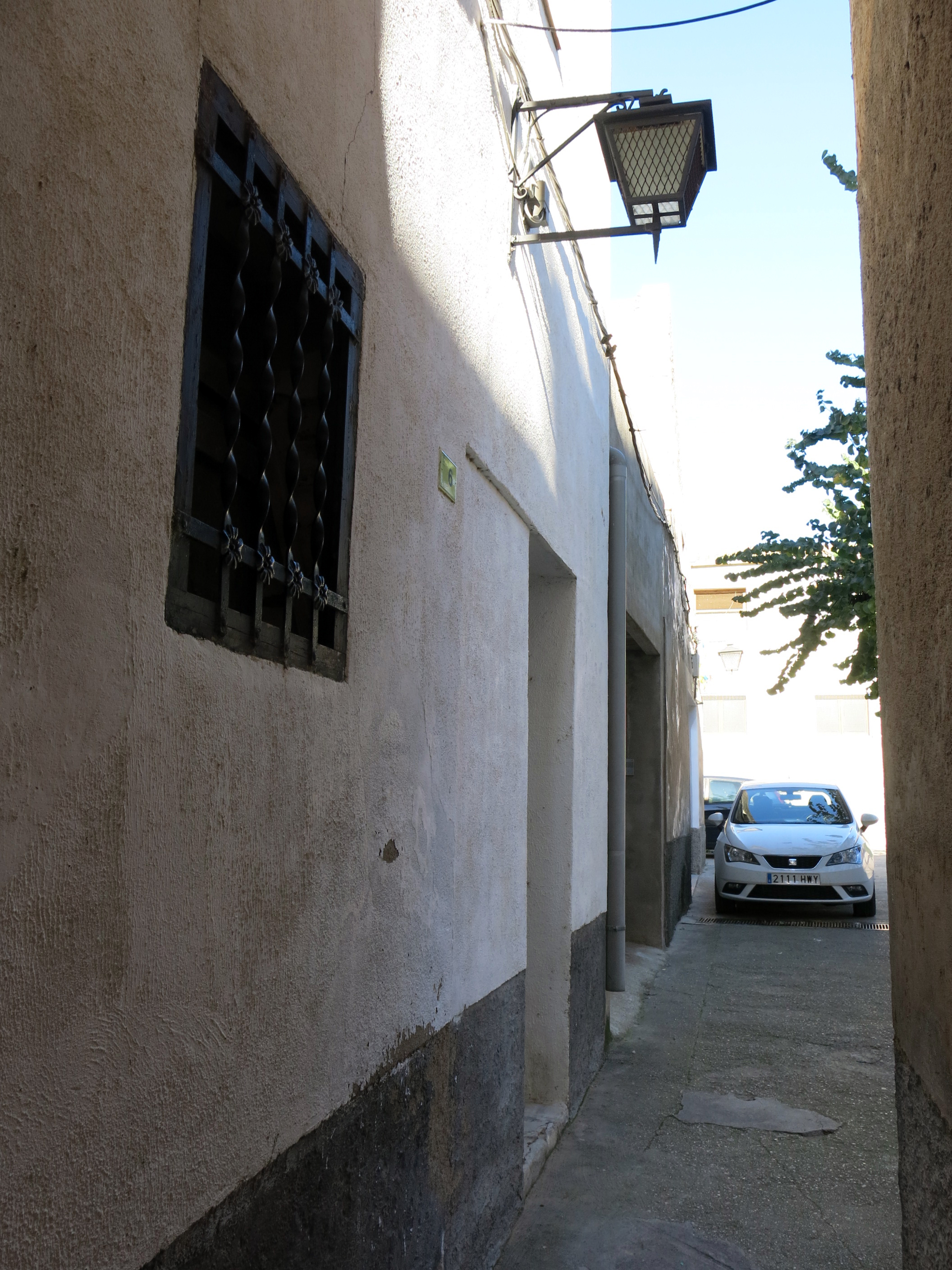
El tram final del carreró, que s'obre a l'esplanada vora la muralla, actual plaça de Menahem ben Saruq

## Història
El carrer forma part de l'antic barri jueu de la ciutat, urbanitzat entre els segles XII i XIV. Malgrat les transformacions posteriors, el seu traçat recorda el de l'època medieval. Les construccions, per l'estructura i els materials utilitzats, pertany a la darreria del segle xix i començament del XX, centúria en què tot el barri sofrí una forta renovació.